# Askar Abïlʹdayev
Askar Zwbaýdïlʹdayevïç Abïlʹdayev (in kazako Аскар Зубайдильдаевич Абильдаев?, in russo Аскар Зубайдильдаевич Абильдаев?, Askar Zubajdil'daevič Abil'daev; Unione Sovietica, 16 giugno 1971) è un ex calciatore kazako fino al 1991 sovietico, di ruolo attaccante.